# Богданович, Боян
Боян Богданович (хорв. Bojan Bogdanović; 18 апреля 1989, Мостар, СР Босния и Герцеговина, СФРЮ) — хорватский профессиональный баскетболист, игравший на позициях лёгкого форварда и атакующего защитника.

## Профессиональная карьера

### Ранние годы
Богданович родился в Мостаре, Босния и Герцеговина, и начал свою баскетбольную карьеру в 2004 году в родном клубе «Зриньски Мостар», где он отыграл один сезон. В 2005 году он подписал пятилетний контракт с клубом «Реал Мадрид», но в сезоне 2005/06 был отдан в аренду в «Зриньски Мостар». В сезонах 2006/07 и 2007/08 он выступал за юношескую команду «Реал Мадрида», «Реал Мадрид Б», в четвертой испанской лиге. В 2008 году он был отдан в аренду в команду «Мурсия» на сезон 2008/09. В январе 2009 года он вновь присоединился к юношеской команде «Реал Мадрид Б». По окончании сезона 2008/09 он покинул «Реал».

### Цибона Загреб (2009—2011)

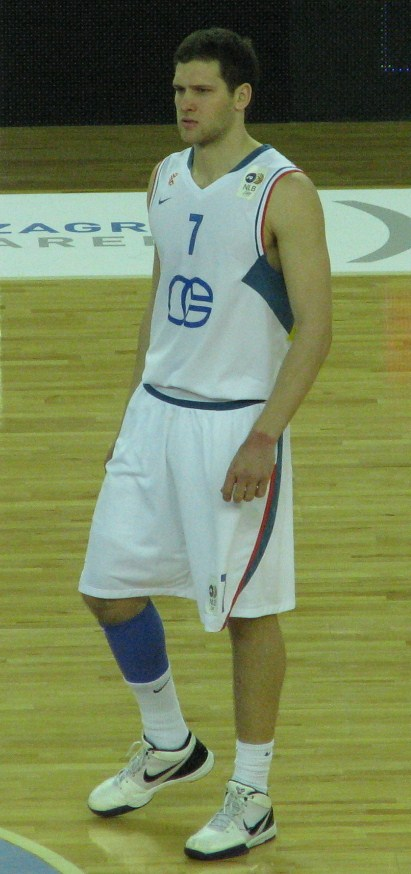
Богданович в составе «Цибоны»

В августе 2009 года Богданович подписал четырехлетний контракт с загребским клубом «Цибона». В июле 2010 года он продлил контракт с «Цибоной» на три года. Богданович называет эту пору одной из причин, по которой он решил представлять Хорватию на международном уровне. После сезона 2010/11 он покинул «Цибону».

### Фенербахче-Улкер (2011—2014)
19 июня 2011 года Богданович подписал многолетний контракт с «Фенербахче-Улкер». 23 июня 2011 года он был выбран «Майами Хит» под 31-м общим номером на драфте НБА 2011 года. Позже был обменян в «Миннесоту Тимбервулвз», а затем в «Нью-Джерси Нетс».
В сентябре 2012 года «Фенербахче» подтвердил, что Богданович вернется в команду на сезон 2012/13. В июле 2013 года, после срыва переговоров с «Бруклин Нетс» о возможном выкупе контракта у «Фенербахче», Богданович объявил о своем решении вернуться в турецкий клуб на сезон 2013/14.

### Бруклин Нетс (2014—2017)
20 июля 2014 года Богданович подписал с «Бруклин Нетс» трехлетний контракт на сумму 10 миллионов долларов. Начав первые 19 игр сезона 2014/15 вместе с Джо Джонсоном на флангах, Богданович потерял место в старте 10 декабря против «Чикаго Буллз» в пользу Сергея Карасева. Позже он вернул себе место в старте 10 января против «Детройт Пистонс». В финале регулярного чемпионата 15 апреля против «Орландо Мэджик» Богданович набрал наибольшие в сезоне 28 очков при 12 из 17 точных попаданий и помог «Нетс» завоевать 8-е место в Восточной конференции. В первом раунде плей-офф «Нетс» уступили «Атланте Хокс» со счетом 2-4.
11 ноября 2015 года Богданович помог «Нетс» одержать первую победу в сезоне, набрав максимальные в сезоне 22 очка в победе над «Хьюстон Рокетс» со счетом 106-98. 26 февраля он набрал 24 очка в победе над «Финикс Санз» со счетом 116-106. 5 марта 2016 года он набрал максимальные в карьере 44 очка в победе над «Филадельфией Севенти Сиксерс» со счетом 131-114. Его количество очков стало самым большим для игрока «Нетс» с тех пор, как Дерон Уильямс набрал 57 очков 4 марта 2012 года, и самым большим для любого игрока «Нетс» с тех пор, как команда переехала в Бруклин перед сезоном 2012/13. В финале регулярного чемпионата «Нетс» 13 апреля он сравнял свой карьерный максимум с семью точными трехочковыми и набрал 29 очков в поражении от «Торонто Рэпторс» со счетом 96-103. «Нетс» проиграли последние 10 игр сезона и завершили его с результатом в 21 победу и 61 поражение.
В матче-открытии сезона 26 октября 2016 года Богданович набрал 21 очко в поражении от «Бостон Селтикс» со счетом 117-122.

### Вашингтон Уизардс (2017)

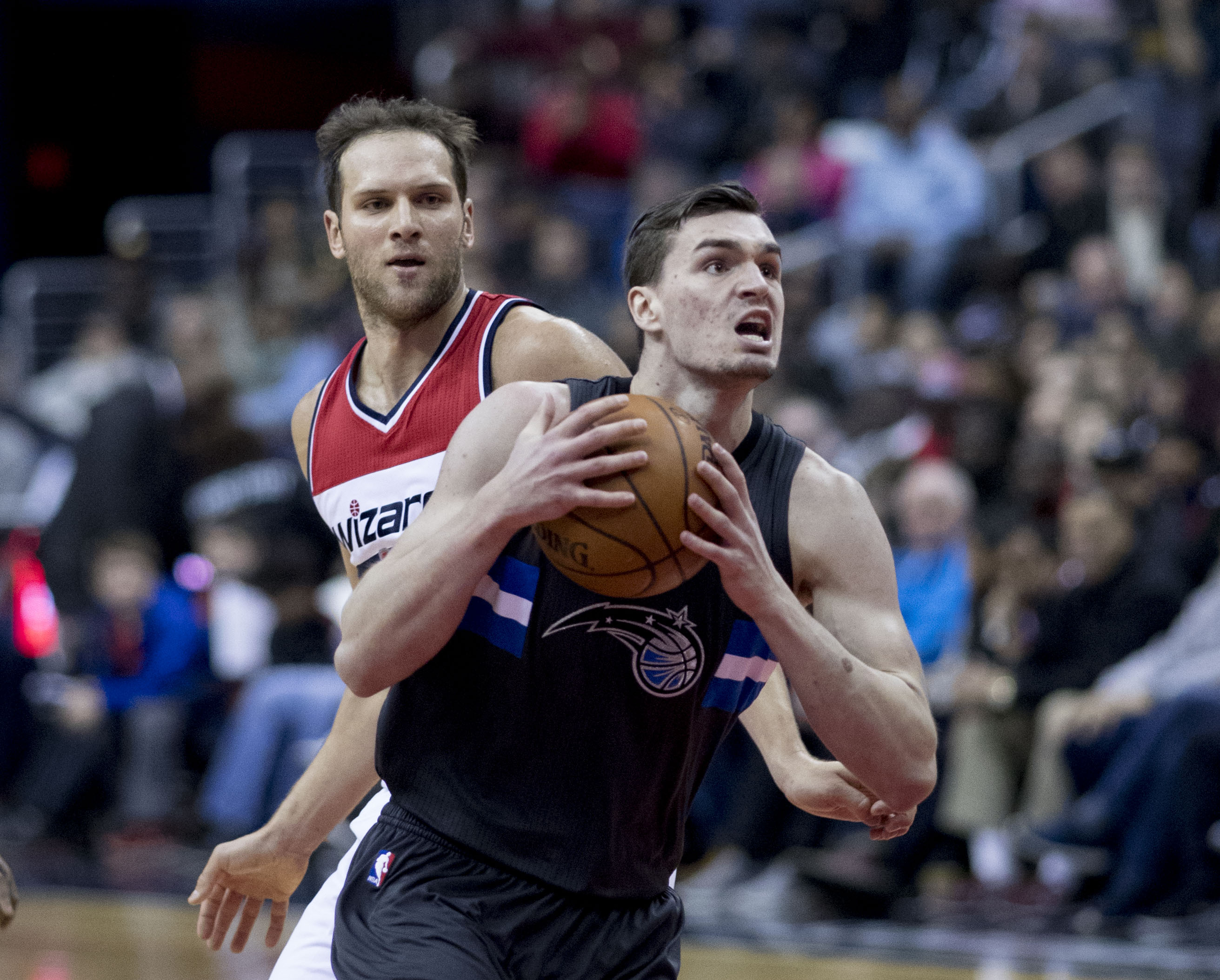
Богданович (на заднем плане) в составе «Уизардс» в марте 2017 года

22 февраля 2017 года Богданович был обменян вместе с Крисом Маккалоу в «Вашингтон Уизардс» на Эндрю Николсона, Маркуса Торнтона и защищенный выбор первого раунда драфта 2017 года. 1 марта он набрал 27 очков в победе над «Торонто Рэпторс» со счетом 105-96. Четыре дня спустя он набрал 15 из 27 очков и реализовал пять из восьми трехочковых бросков, включая победный бросок, в четвертой четверти матча с «Орландо Мэджик» (115:114) 7 марта он набрал 29 очков и установил рекорд франшизы по количеству штрафных бросков, реализовав 16 из 16 попыток в победе над «Финикс Санз» (131:127).

### Индиана Пэйсерс (2017—2019)
10 июля 2017 года Богданович подписал контракт с «Индианой Пэйсерс». В своем дебюте в составе «Пэйсерс» 18 октября 2017 года Богданович набрал 14 очков в победе над «Бруклин Нетс» со счетом 140-131. 5 февраля 2018 года он набрал максимальные в сезоне 29 очков в проигрыше от «Вашингтон Уизардс» со счетом 102-111. 5 марта он повторил свой максимум в сезоне с 29 очками в победе над «Милуоки Бакс» со счетом 92-89. В третьей игре серии первого раунда плей-офф против «Кливленд Кавальерс» Богданович набрал 19 из 30 очков во второй половине, реализовав 7 из 9 трехочковых, и помог одержать победу со счетом 92:90, в результате чего «Пэйсерс» повели 2:1.
1 декабря Богданович набрал рекордные для себя 27 очков в проигрыше со счетом 110-111 от «Сакраменто Кингз». 2 февраля 2019 года он установил новый сезонный рекорд, набрав 31 очко в победе со счетом 95-88 над «Майами Хит». 7 февраля он набрал 29 очков в победе со счетом 116-92 над «Лос-Анджелес Клипперс». 11 февраля он был признан игроком недели Восточной конференции по итогам 17-го тура сезона 2018/19, что стало его первой наградой игрока недели в карьере. 28 февраля он установил новый рекорд сезона, набрав 37 очков в победе над «Миннесотой Тимбервулвз» со счетом 122-115. 24 марта он набрал 26 из своих 35 очков в первой половине игры «Пэйсерс» в победе над «Денвер Наггетс» со счетом 124-88.

### Юта Джаз (2019—2022)
7 июля 2019 года Богданович подписал четырехлетний контракт с «Ютой Джаз» на сумму 73 миллиона долларов, став самым высокооплачиваемым хорватским спортсменом за всю историю. В своем первом сезоне в составе «Юты» он сделал два решающих броска с сиреной: 8 ноября 2019 года против «Милуоки Бакс» и 9 февраля 2020 года против «Хьюстон Рокетс». 19 мая «Джаз» объявили, что Богданович успешно перенес операцию по восстановлению разрыва связок правого запястья и, как ожидается, будет выбыл из строя до конца сезона 2019/20.
1 мая 2021 года Богданович набрал максимальные в сезоне 34 очка при 12 из 22 попаданий с игры и 6 из 11 с трехочковых, а также четыре подбора и четыре передачи за 39 минут в матче против «Торонто Рэпторс» (106-102). 7 мая Богданович набрал максимальные в карьере 48 очков при 16 из 23 попаданий с игры и 8 из 11 с дуги в матче против «Денвер Наггетс» (127-120).
23 мая в первом раунде плей-офф Богданович набрал 29 очков, сделал пять передач и два перехвата в матче 1-го раунда против «Мемфис Гриззлис» (поражение со счетом 109:112), но «Джаз» выиграли серию в пяти матчах. 16 июня во втором раунде плей-офф Богданович набрал 32 очка при девяти трехочковых в игре 5 в поражении со счетом 111-119 от «Лос-Анджелес Клипперс», а «Джаз» в итоге проиграли серию в шести матчах.
5 января 2022 года Богданович записал на свой счет 36 очков, 13 подборов и четыре передачи в победе над «Денвер Наггетс» со счетом 115-109.
16 апреля, в первом раунде плей-офф, Богданович набрал 26 очков и четыре передачи в победе со счетом 99-93 в первой игре серии с «Даллас Маверикс». Два дня спустя он набрал 25 очков в поражении во второй игре со счетом 104-110. «Джаз» проиграли серию в шести матчах.

### Детройт Пистонс (2022—2024)
26 сентября 2022 года Богданович был обменян в «Детройт Пистонс» в обмен на Келли Олиника, Сэйбена Ли и денежную компенсацию. Богданович дебютировал в составе «Пистонс» 19 октября, набрав 24 очка и сделав пять подборов в победе над «Орландо Мэджик» со счетом 113-109. 31 октября он подписал с «Пистонс» двухлетний контракт на 39,1 млн долларов. 11 декабря 2022 года Богданович набрал максимальные в сезоне 35 очков в матче с «Лос-Анджелес Лейкерс» (124:117).
3 января 2024 года Богданович набрал максимальные в сезоне 36 очков и сделал 7 подборов в матче с «Ютой», проигранном в овертайме со счетом 148-154.

### Нью-Йорк Никс (2024)
8 февраля 2024 года Богданович и Алек Бёркс были обменяны в «Нью-Йорк Никс» на Райана Арчидиаконоу, Малакая Флинна, Эвана Фурнье, Квентина Граймса и два пика второго раунда.
30 апреля 2024 года было объявлено, что Богданович пропустит оставшуюся часть плей-офф НБА 2023/24 после перенесенных операций на левой стопе и левом запястье.

### Бруклин Нетс (2024)
6 июля 2024 года Богданович был обменян обратно в «Бруклин Нетс» вместе с Мамади Диаките, Шейком Милтоном, четырьмя незащищенными пиками первого раунда, правом на обмен пиков первого и второго раунда на Микала Бриджеса, Кейту Бейтс-Диопа и пик второго раунда.
19 февраля 2025 года было объявлено, что Богдановичу предстоит операция на стопе, завершающая сезон, и он закончит его, не появившись ни в одной игре за «Бруклин». Позже в тот же день его отчислили, чтобы освободить место в составе для Киллиана Хейса.
29 июня 2025 года Богданович объявил о завершении профессиональной карьеры. 

## Выступления за национальную сборную
Богданович играл за сборную Хорватии до 16 лет в 2005 году, за сборную до 18 лет в 2006 и 2007 годах и за сборную до 20 лет в 2009 году. В 2010 году он вошел в состав старшей сборной Хорватии для участия в Чемпионате мира по баскетболу 2010. В июле 2012 года главный тренер сборной Хорватии Ясмин Репеша отчислил Богдановича из-за нарушения дисциплины.
Он вновь присоединился к сборной Хорватии на Евробаскете 2013 года и Кубке мира по баскетболу 2014 года. Он также представлял Хорватию на Евробаскете 2015 года, где сборная была выбит в одной восьмой плей-офф сборной Чехии. За шесть матчей турнира он набирал в среднем 10,8 очка, 3,4 подбора и 1,2 передачи при 31,5% попаданий с игры.
Богданович также представлял Хорватию на летних Олимпийских играх 2016 года в Рио-де-Жанейро. Он лидировал среди всех игроков с 25,3 очками за игру при 50,6 % с игры и 45% с трехочковой линии.

## Награды и достижения
- Реал Мадрид (2006—2008)
  -  Кубок Европы УЛЕБ: 2006-07
  -  Чемпионат Испании по баскетболу: 2006—2007
  -  Torneo Comunidad de Madrid: 2006, 2007
- Цибона (2009—2011)
  -  Чемпионат Хорватии: 2009—2010

## Статистика

### Статистика в НБА
| Сезон                                                                                    | Команда   | Регулярный сезон | Регулярный сезон | Регулярный сезон | Регулярный сезон | Регулярный сезон | Регулярный сезон | Регулярный сезон | Регулярный сезон | Регулярный сезон | Регулярный сезон | Регулярный сезон | Серия плей-офф | Серия плей-офф | Серия плей-офф | Серия плей-офф | Серия плей-офф | Серия плей-офф | Серия плей-офф | Серия плей-офф | Серия плей-офф | Серия плей-офф | Серия плей-офф |
| Сезон                                                                                    | Команда   | GP               | GS               | MPG              | FG%              | 3P%              | FT%              | RPG              | APG              | SPG              | BPG              | PPG              | GP             | GS             | MPG            | FG%            | 3P%            | FT%            | RPG            | APG            | SPG            | BPG            | PPG            |
| ---------------------------------------------------------------------------------------- | --------- | ---------------- | ---------------- | ---------------- | ---------------- | ---------------- | ---------------- | ---------------- | ---------------- | ---------------- | ---------------- | ---------------- | -------------- | -------------- | -------------- | -------------- | -------------- | -------------- | -------------- | -------------- | -------------- | -------------- | -------------- |
| 2014/15                                                                                  | Бруклин   | 78               | 28               | 23,8             | 45,3             | 35,5             | 82,1             | 2,7              | 0,9              | 0,4              | 0,1              | 9,0              | 6              | 5              | 34,3           | 39,0           | 33,3           | 71,4           | 3,8            | 1,7            | 0,7            | 0,3            | 10,3           |
| 2015/16                                                                                  | Бруклин   | 79               | 39               | 26,8             | 43,3             | 38,2             | 83,3             | 3,2              | 1,3              | 0,4              | 0,1              | 11,2             | Не участвовал  | Не участвовал  | Не участвовал  | Не участвовал  | Не участвовал  | Не участвовал  | Не участвовал  | Не участвовал  | Не участвовал  | Не участвовал  | Не участвовал  |
| 2016/17                                                                                  | Бруклин   | 55               | 54               | 26,9             | 44,0             | 35,7             | 87,4             | 3,6              | 1,6              | 0,4              | 0,1              | 14,2             | Не участвовал  | Не участвовал  | Не участвовал  | Не участвовал  | Не участвовал  | Не участвовал  | Не участвовал  | Не участвовал  | Не участвовал  | Не участвовал  | Не участвовал  |
| 2016/17                                                                                  | Вашингтон | 26               | 0                | 23,1             | 45,7             | 39,1             | 93,4             | 3,1              | 0,8              | 0,4              | 0,2              | 12,7             | 13             | 0              | 20,3           | 41,4           | 35,6           | 84,4           | 4,3            | 0,7            | 0,5            | 0,1            | 8,8            |
| 2017/18                                                                                  | Индиана   | 80               | 80               | 30,8             | 47,4             | 40,2             | 86,8             | 3,4              | 1,5              | 0,7              | 0,1              | 14,3             | 7              | 7              | 34,0           | 39,5           | 37,8           | 60,0           | 3,4            | 1,9            | 0,9            | 0,0            | 12,4           |
| 2018/19                                                                                  | Индиана   | 81               | 81               | 31,8             | 49,7             | 42,5             | 80,7             | 4,1              | 2,0              | 0,9              | 0,0              | 18,0             | 4              | 4              | 37,0           | 39,7           | 31,8           | 88,2           | 5,8            | 2,8            | 2,0            | 0,0            | 18,0           |
| 2019/20                                                                                  | Юта       | 63               | 63               | 33,1             | 44,7             | 41,4             | 90,3             | 4,1              | 2,1              | 0,5              | 0,1              | 20,2             | Не участвовал  | Не участвовал  | Не участвовал  | Не участвовал  | Не участвовал  | Не участвовал  | Не участвовал  | Не участвовал  | Не участвовал  | Не участвовал  | Не участвовал  |
| 2020/21                                                                                  | Юта       | 72               | 72               | 30,8             | 43,9             | 39,0             | 87,9             | 3,9              | 1,9              | 0,6              | 0,1              | 17,0             | 11             | 11             | 35,5           | 46,7           | 46,1           | 87,8           | 4,3            | 1,5            | 0,9            | 0,0            | 18,1           |
| 2021/22                                                                                  | Юта       | 69               | 69               | 30,9             | 45,5             | 38,7             | 85,8             | 4,3              | 1,7              | 0,5              | 0,0              | 18,1             | 6              | 6              | 35,7           | 48,1           | 33,3           | 79,2           | 4,2            | 1,7            | 0,3            | 0,0            | 18,0           |
| 2022/23                                                                                  | Детройт   | 59               | 59               | 32,1             | 48,8             | 41,1             | 88,4             | 3,8              | 2,6              | 0,6              | 0,1              | 21,6             | Не участвовал  | Не участвовал  | Не участвовал  | Не участвовал  | Не участвовал  | Не участвовал  | Не участвовал  | Не участвовал  | Не участвовал  | Не участвовал  | Не участвовал  |
| 2023/24                                                                                  | Детройт   | 28               | 27               | 32,9             | 46,8             | 41,5             | 77,9             | 3,4              | 2,5              | 0,8              | 0,1              | 20,2             | Не участвовал  | Не участвовал  | Не участвовал  | Не участвовал  | Не участвовал  | Не участвовал  | Не участвовал  | Не участвовал  | Не участвовал  | Не участвовал  | Не участвовал  |
| 2023/24                                                                                  | Нью-Йорк  | 29               | 0                | 19,2             | 43,0             | 37,0             | 80,0             | 2,0              | 0,9              | 0,2              | 0,0              | 10,4             | 4              | 0              | 12,8           | 29,2           | 40,0           | 57,1           | 3,0            | 1,0            | 0,0            | 0,3            | 6,0            |
|                                                                                          | Всего     | 719              | 572              | 29,1             | 46,0             | 39,4             | 85,9             | 3,6              | 1,7              | 0,6              | 0,1              | 15,6             | 51             | 33             | 29,6           | 42,5           | 38,3           | 81,2           | 4,1            | 1,4            | 0,7            | 0,1            | 13,1           |
| Наведите курсор мыши на аббревиатуры в заголовке таблицы, чтобы прочесть их расшифровку. |           |                  |                  |                  |                  |                  |                  |                  |                  |                  |                  |                  |                |                |                |                |                |                |                |                |                |                |                |

### Статистика в других лигах
| Сезон | Команда              | Лига                 | GP  | GS  | MPG  | FG%  | 3P%  | FT%   | RPG | APG | SPG | BPG | PFL | TOV | PPG  |
| --- | -------------------- | -------------------- | --- | --- | ---- | ---- | ---- | ----- | --- | --- | --- | --- | --- | --- | ---- |
| 2007/08 | Все клубы            | Все лиги             | 3   | 0   | 2,4  | -    | -    | -     | 0,0 | 0,3 | 0,0 | 0,0 | 0,3 | 0,0 | 0,0  |
| 2007/08 | Реал Мадрид          | Чемпионат Испании    | 2   | 0   | 2,7  | -    | -    | -     | 0,0 | 0,5 | 0,0 | 0,0 | 0,5 | 0,0 | 0,0  |
| 2007/08 | Реал Мадрид          | Евролига             | 1   | 0   | 1,8  | -    | -    | -     | 0,0 | 0,0 | 0,0 | 0,0 | 0,0 | 0,0 | 0,0  |
| 2008/09 | Все клубы            | Все лиги             | 5   | 0   | 6,7  | 14,3 | 14,3 | 100,0 | 0,6 | 0,0 | 0,4 | 0,0 | 1,6 | 0,6 | 1,4  |
| 2008/09 | Реал Мадрид          | Чемпионат Испании    | 1   | 0   | 16,2 | 0,0  | 0,0  | 100,0 | 2,0 | 0,0 | 0,0 | 0,0 | 2,0 | 1,0 | 4,0  |
| 2008/09 | Мурсия               | Чемпионат Испании    | 4   | 0   | 4,4  | 25,0 | 25,0 | -     | 0,3 | 0,0 | 0,5 | 0,0 | 1,5 | 0,5 | 0,8  |
| 2009/10 | Цибона               | Евролига             | 15  | 3   | 23,3 | 43,6 | 38,7 | 43,5  | 2,9 | 0,5 | 0,7 | 0,1 | 1,8 | 1,2 | 8,1  |
| 2010/11 | Цибона               | Евролига             | 10  | 10  | 35,5 | 41,1 | 30,9 | 76,5  | 3,5 | 1,8 | 1,7 | 0,2 | 2,1 | 3,3 | 18,0 |
| 2011/12 | Все клубы            | Все лиги             | 48  | 25  | 23,5 | 48,3 | 36,8 | 81,6  | 2,3 | 1,4 | 0,5 | 0,2 | 1,6 | 1,2 | 13,4 |
| 2011/12 | Фенербахче           | Чемпионат Турции     | 32  | 18  | 23,1 | 49,3 | 34,9 | 84,1  | 2,4 | 1,8 | 0,5 | 0,2 | 1,4 | 1,2 | 13,6 |
| 2011/12 | Фенербахче           | Евролига             | 16  | 7   | 24,3 | 46,3 | 41,1 | 77,3  | 2,2 | 0,7 | 0,4 | 0,2 | 1,9 | 1,3 | 13,0 |
| 2012/13 | Все клубы            | Все лиги             | 51  | 42  | 26,9 | 49,3 | 38,7 | 83,2  | 2,4 | 1,6 | 0,5 | 0,4 | 1,4 | 1,0 | 14,3 |
| 2012/13 | Фенербахче           | Чемпионат Турции     | 30  | 26  | 25,9 | 49,6 | 37,5 | 82,5  | 2,6 | 2,0 | 0,5 | 0,3 | 1,1 | 1,0 | 13,1 |
| 2012/13 | Фенербахче           | Евролига             | 21  | 16  | 28,3 | 48,9 | 40,5 | 83,9  | 2,1 | 1,2 | 0,6 | 0,5 | 1,9 | 1,0 | 15,9 |
| 2013/14 | Все клубы            | Все лиги             | 61  | 51  | 27,2 | 49,4 | 35,0 | 82,0  | 2,2 | 2,2 | 0,6 | 0,3 | 1,6 | 1,8 | 13,4 |
| 2013/14 | Фенербахче           | Чемпионат Турции     | 37  | 30  | 24,9 | 51,5 | 38,5 | 82,4  | 2,1 | 2,5 | 0,6 | 0,3 | 1,5 | 1,8 | 12,6 |
| 2013/14 | Фенербахче           | Евролига             | 24  | 21  | 30,7 | 46,8 | 29,8 | 81,7  | 2,4 | 1,9 | 0,5 | 0,4 | 1,8 | 1,9 | 14,8 |
| Всего | Всего                | Всего                | 193 | 131 | 25,4 | 48,0 | 36,3 | 80,4  | 2,3 | 1,6 | 0,6 | 0,3 | 1,6 | 1,4 | 12,9 |
| В Евролиге | В Евролиге           | В Евролиге           | 87  | 57  | 27,9 | 45,9 | 35,9 | 77,8  | 2,5 | 1,2 | 0,7 | 0,3 | 1,8 | 1,6 | 13,8 |
| В чемпионате Испании | В чемпионате Испании | В чемпионате Испании | 7   | 0   | 5,6  | 14,3 | 14,3 | 100,0 | 0,4 | 0,1 | 0,3 | 0,0 | 1,3 | 0,4 | 1,0  |
| В чемпионате Турции | В чемпионате Турции  | В чемпионате Турции  | 99  | 74  | 24,6 | 50,2 | 37,0 | 83,2  | 2,3 | 2,1 | 0,5 | 0,3 | 1,4 | 1,3 | 13,1 |
| Наведите курсор мыши на аббревиатуры в заголовке таблицы, чтобы прочесть их расшифровку Статистика приведена с сайта basketball.realgm.com |                      |                      |     |     |      |      |      |       |     |     |     |     |     |     |      |